# Da Joint
"Da Joint" (algumas vezes escrito como "The Joint") foi o primeiro single do quinto álbum do EPMD, Back in Business. Produzido por Erick Sermon e Rockwilder, "Da Joint" se tornou o segundo e último single de EPMD a chegar a parada Billboard Hot 100, alcançando o número 94 na parada. "Da Joint" foi lançado uma semana antes do álbum Back in Business, fazendo do single o primeiro do recém reformado EPMD desde "Headbanger", de 1992.

## Lista de faixas do single
1. "Da Joint" (Radio Edit)- 3:26
2. "Da Joint" (LP Version)- 3:27
3. "Da Joint" (Instrumental)- 3:26
4. "You Gots 2 Chill '97" (Radio Edit)- 3:27

## Paradas
| Parada                             | Posição |
| ---------------------------------- | ------- |
| Billboard Hot 100                  | # 94    |
| E.U.A. R&B / Hip-Hop               | # 45    |
| Hot Rap Singles                    | # 17    |
| Hot Dance Music/Maxi-Singles Sales | # 5     |